# Pieve di San Giovanni Battista a Sillano
La pieve di San Giovanni Battista si trova in località Sillano, presso San Dalmazio, nel comune di Pomarance.

## Descrizione e storia
Fu una delle pievi più antiche della diocesi volterrana (se ne ha notizia fin dal 945) ma fu distrutta nel corso del XIV secolo.
L'edificio, di cui resta integra solo parte della facciata in stile romanico-normanno (un unicum in Toscana) e un tratto di parete laterale destra, era a tre navate. In facciata le semicolonne addossate sostengono coppie di archeggiature intrecciate secondo un modulo diffuso nell'Italia meridionale, ma assai raro in Toscana; la parte superiore del prospetto rivela un'integrazione con un nuovo paramento a corsi di pietra alternata ai mattoni. I caratteri stilistici dei capitelli e dei peducci in facciata indicano una cronologia tra XII e XIII secolo e istituiscono rapporti con altri edifici ecclesiastici della diocesi, in particolare con la pieve di Colle di Val d'Elsa.